# Цуркан Дмитро Володимирович
Дмитро́ Володи́мирович Цурка́н (нар. 14 вересня 1979 — пом. 29 серпня 2014) — майор, Міністерство внутрішніх справ України, учасник російсько-української війни.

## Життєпис
Народився 1979 року в місті Знам'янка (Кіровоградська область). Батько служив у міліції та загинув при виконанні службових обов'язків. 1996 року закінчив Дніпродзержинську ЗОШ № 3, 2001-го з відзнакою — Національну академію внутрішніх справ України.
Протягом 2001—2014 років працював у слідчих підрозділах ГУМВС України в м. Києві.
У часі війни — старший інспектор, батальйон патрульної служби міліції особливого призначення «Миротворець». Чергували на блокпостах, здійснювали розвідувальні дії.
29 серпня 2014-го загинув під час виходу з Іловайського котла «зеленим коридором» (обстріл вчинили російські десантники біля села Горбатенко).
14 вересня 2014-го тіло знайшла пошукова група Місії «Експедиція-200» («Чорний тюльпан») поруч з селом Горбатенко й перевезла в Запоріжжя. Похований у Знам'янці 24 вересня 2014-го, вдома лишилася мама Надія.

## Нагороди і вшанування
За особисту мужність і героїзм, виявлені у захисті державного суверенітету та територіальної цілісності України, вірність військовій присязі під час російсько-української війни
- нагороджений орденом «За мужність» III ступеня (26.2.2015, посмертно).

меморіальна дошка

- 14 жовтня 2019 року у Києві, на будівлі Печерського районного управління поліції, у якому з 2010 до 2014 рік працював Дмитро Цуркан, встановлено гранітну меморіальну дошку.
- Його портрет розміщений на меморіалі «Стіна пам'яті полеглих за Україну» в Києві: секція 3, ряд 10, місце 37
- Вшановується 29 серпня на щоденному ранковому церемоніалі вшанування українських захисників, які загинули цього дня в різні роки внаслідок російської збройної агресії[1]
- Іловайський Хрест (посмертно)